# Hull Trains
Hull Trains est un opérateur ferroviaire à accès ouvert en Angleterre appartenant à FirstGroup. Il exploite des services de transport de passagers longue distance entre Hull / Beverley et Londres King's Cross. Il dispose d'un accord d'accès aux voies jusqu'en décembre 2032. 